# Бокситогорск
Бокситогорск (рус. Бокситогорск) град је на северозападу европског дела Руске Федерације. Налази се у југоисточном делу Лењинградске области, на подручју Бокситогорског рејона чији је уједно и административни центар.
Према проценама националне статистичке службе за 2014. у граду је живело 16.028 становника.

## Географија
Град Бокситогорск смештен је у западним деловима Бокситогорског рејона, на југоистоку Лењинградске области. Кроз град протиче речица Пјардомља (дужина тока 22 килметра), притока реке Сјас. Градска територија обухвата територију површине свега 13 км². Град се налази на месту где Валдајско побрђе постепено прлази у знатно нижу и равнију Тихвинску равницу, а седиште града лежи на надморској висини од око 100 метара.
Од Санкт Петербурга је удаљен око 270 километара у смеру истока. на око 11 километара северно од града пролази аутопут А114 који повезује Вологду са Новом Ладогом.

## Историја
Историја Бокситогорска започиње 1929. године када су на подручју данашњег насеља подигнуте прве грађевине и када је започела експлоатација руде боксита која је на том подручју откривена неких пола века раније. Управо захваљујући свом рудном богатству насеље се убрзано развијало, саграђена је железница која је повезана на линију Лењинград–Вологда, а већ 1935. насеље је административно уређено као радничка варошица Бокситогорск уз железничку станицу Боксити.
Године 1938. са радом у пуном капацитету почиње Тихвински алуминијумски комбинат. Број становника је убрзано растао и већ 1940. достигао цифру десет хиљада. Годину дана касније са радом је поела и рафинерија за екстракцију тресета која се сировинама снабдевала из оближњег Ларјанског тресетишта.
Током Другог светског рата (посебно у периоду између 1941. и 1943) град је служио као велика војна болница, те као ремонтни центар за војну опрему, док је сва индустријска техника евакуирана на подручје Урала. У том је периоду у граду отворен и војни аеродром. Индустријска производња у Бокситогорску обновљена је непосредно по окончању рата.
Бокситогорск је 1950. године добио административни статус града, а као административно седиште истоименог рејона егзистира од 25. јула 1952. године.

## Демографија
Према подацима са пописа становништва 2010. у граду је живело 16.585 становника, док је према проценама националне статистичке службе за 2014. град имао 16.028 становника.
| 1939. | 1959.  | 1970.  | 1979.  | 1989.  | 2002.  | 2010.  | 2014.  |
| ----- | ------ | ------ | ------ | ------ | ------ | ------ | ------ |
| 9,221 | 20,394 | 22,248 | 23,212 | 21,839 | 18,128 | 16,585 | 16,028 |

## Међународна сарадња
Град Бокситогорск има потписане уговоре о партнерству и сарадњи са следећим градовима:
- Харјавалта (Финска)
- Киукаинен (Финска)
- Накила (Финска)

## Знаменити бокситогорци
У Бокситогорску је 1943. године рођен совјетско-француски математичар и лауреат Абелове награде 2009. за велики допринос у развоју геометрије Михаил Громов.